# 1999 XX104
1999 XX104 är en asteroid i huvudbältet som upptäcktes 10 december 1999 av den japanska astronomen Takao Kobayashi vid Ōizumi-observatoriet.
Asteroiden har en diameter på ungefär 7 kilometer.